# ローズオンライン
ローズオンライン（ROSE OnlineまたはRush On Seven Episodes Online  朝鮮語: 로즈 온라인    ）は、韓国発のMMRRPGオンラインゲームである。 
本作は、訪問者（ビジター）となって、アルアという女神が創造したとされる7つの惑星をめぐり、その謎を解いていくという内容である。
序盤の行動範囲は初心者向けの島だけという非常に狭いものの、物語が進むにつれて惑星間を行き来する規模へと変わっていく。また、対モンスター戦から対人戦、さらには惑星間戦争など、プレイヤーが様々な遊び方を選ぶことができる。

日本版ローズオンラインは2005年7月7日にフェイスによってサービスが開始。2013年にSeedCへ運営が移管され、その後ローズオンラインジャパンへ再移管されたが、ローズオンラインジャパンの経営悪化に伴い、2019年に開発チームであるローズオンラインマネジメントチームへ再々移管されている。
2024年11月28日にお知らせと題して突然のサービス終了が発表された。理由としては、日本での独自開発を続ける同ゲームは、コスト面・技術面・市場ニーズの変化などの様々な要因が重なり
顧客が満足するサービスを提供し続けることが困難であると判断した為との事。2025年1月30日12時をもってサービス終了となり19年という長い歴史に幕を下ろすこととなった。なお、公式リリースによると、日本版ローズオンラインは再開を模索しているとの事であり進展があれば公式ブログで発表をするとしている。
2018年12月20日にはスマホアプリ『ローズオンライン 夢見る女神と星の旅路』が配信されたがその後、積み重なる不具合により一時配信停止となったが、再開の目途が立たぬまま正式にサービス終了となった。

2021年９月、突如として発表されたテキサス州オースティンに本拠地を置くRednim Gamesが、ローズオンライン開発元であるGravityと正式なパートナーシップを結び、ローズオンラインの正式なライセンスを取得したと発表があった。
これは、日本以外でのサービス展開を終了していたローズオンラインの復活を示唆するものであり、2022年中のサービス開始を目指すというプレスリリースまで発表がされた。
2022年12月13日、テスト期間を経て正式リリース。同時アクセス数は500人を突破。英語、ポルトガル語に対応し日本語には現段階で未対応。

## クラス
プレイヤーはビジターと呼ばれるクラスからスタートし、レベル10において、ソルジャー・ホーカー・ミューズ・ディーラーのうちから1つを選択する。
本項では、基本クラス（上級クラス1/上級クラス2）の順に解説する。
ソルジャー（ナイト/チャンプ）
近接戦闘向けのクラス。
ホーカー（スカウト/レンジャー）
近接戦闘に加え、魔法および飛び道具を得意とするクラス。
ミューズ（クレリック/マジシャン）
支援魔法などを得意とするクラス。
ディーラー（ブルジョア/アティザン）
アイテムの売買や製造にたけたクラス。また、戦闘面においては銃撃を得意とする。
上級クラスの内、アティザンは機械の製造だけでなくチューニングにもたけている。